# Evangelisch-Lutherisches Dekanat Bayreuth
Das Evangelisch-Lutherische Dekanat Bayreuth war eines der Dekanate des Kirchenkreises Bayreuth in der Evangelisch-Lutherischen Kirche in Bayern. Zuletzt übte Jürgen Hacker das Amt des Dekans aus.

## Geschichte
Im Markgraftum Brandenburg-Kulmbach wurde 1528 die Reformation eingeführt. 1604 wurde die Residenz nach Bayreuth verlegt. 1558 wurde eine Superintendentur in Bayreuth errichtet mit den Pfarreien Bayreuth-Stadt, Bayreuth-Schloßkirche, Bayreuth-St. Johannis, Benk, Bindlach, Birk, Bronn, Busbach, Creußen, Eckersdorf, Emtmannsberg, Gesees, Lindenhardt, Mistelbach, Mistelgau, Neunkirchen am Main, Neustadt a. K., Obernsees, Pegnitz, Plech, Weidenberg und Wirbenz. Mit ihrer Errichtung kamen folgende Pfarreien hinzu 1588 Haag, 1602 Schnabelwaid, 1614 Mengersdorf, 1652 Neustädlein am Forst und 1712 Bayreuth-St. Georgen. Die Pfarreien Aufseß, Neustadt a. K. und Wirbenz kamen 1803 an Bayern. Am 28. Februar 1810 wurde die Superintendentur bayerisch. Am 7. Dezember 1810 wurde die Superintendentur als Dekanat weitergeführt. Dabei wurden Bronn, Creußen, Haag, Lindenhardt und Schnabelwaid an Creußen abgegeben. Warmensteinach war eine Filiale von Weidenberg und ist seit 1912 eine selbständige Pfarrei.
Neudrossenfeld gehörte ab 1558 zur Superintendentur Kulmbach. Ab 7. Dezember 1810 wurde die Superintendentur als Dekanat weitergeführt. 1922 fiel Neudrossenfeld an Bayreuth.
Zum 1. Februar 2017 wurden die Dekanatsbezirke Bayreuth und Bad Berneck zum neuen Dekanatsbezirk Bayreuth-Bad Berneck vereinigt.

## Kirchengemeinden
Zum Bezirk gehörten folgende 31 Kirchengemeinden (mit zuletzt 72.000 Gemeindegliedern) in 26 Pfarreien mit ihren Kirchengebäuden:
In Bayreuth
- Auferstehungskirche im Stadtteil Saas
- Christuskirche im Bahnhofsviertel (zwei Pfarrstellen)
- Epiphaniaskirche im Stadtteil Laineck
- Erlöserkirche im Stadtteil Altstadt (zwei Pfarrstellen)
- Friedenskirche im Stadtteil Birken
- Kreuzkirche (zwei Pfarrstellen) im Stadtteil Kreuz
- Lutherkirche im Stadtteil Roter Hügel
- Nikodemuskirche im Stadtteil Neue Heimat
- Ordenskirche St. Georgen im Stadtteil St. Georgen (drei Pfarrstellen)
- St. Johannis (zwei Pfarrstellen); weitere Kirche: Magdalenenkirche im Stadtteil Grunau
- Stadtkirche Heilig Dreifaltigkeit in der Innenstadt (drei Pfarrstellen); weitere Kirchen: Spitalkirche und Gottesackerkirche

Außerhalb von Bayreuth
- Pfarrei Benk, St. Walburga
- Pfarrei Bindlach, St. Bartholomäus
- Pfarrei Eckersdorf
  - Kirchengemeinde Busbach, St. Peter und Paul
  - Kirchengemeinde Eckersdorf, St. Ägidius
  - Kirchengemeinde Neustädtlein am Forst, St. Johannes der Täufer
- Pfarrei Emtmannsberg
  - Kirchengemeinde Emtmannsberg, St. Bartholomäus
  - Kirchengemeinde Neunkirchen, St. Laurentius
  - Kirchengemeinde Stockau, St. Matthäus
- Pfarrei Gesees, Wehrkirche St. Marien zum Gesees
- Pfarrei Haag, St. Katharina
- Pfarrei Heinersreuth, Versöhnungskirche
- Pfarrei Hummeltal, Friedenskirche
- Pfarrei Mistelbach, St. Bartholomäus
- Pfarrei Mistelgau
  - Kirchengemeinde Mistelgau, St. Bartholomäus (1737), St. Laurentius (um 1450) in Tröbersdorf
  - Kirchengemeinde Glashütten, St. Bartholomäus (1617)
- Pfarrei Neudrossenfeld, Dreifaltigkeitskirche
- Pfarrei Obernsees-Mengersdorf
  - Kirchengemeinde Mengersdorf, St. Otto
  - Kirchengemeinde Obernsees, St. Jakob mit St. Rupertus
- Pfarrei Warmensteinach, Zur Heiligen Dreifaltigkeit
- Pfarrei Weidenberg, St. Michael, Friedhofskirche St. Stephan

## Bedeutende Pfarrerpersönlichkeiten
- Carl Wilhelm Eduard Naegelsbach (1815–1880), von 1855 bis 1878 Gemeindepfarrer in Bayreuth, zunächst auf der vierten und dann auf der dritten Pfarrstelle